# Георги Калоянчев
Георги Тодоров Калоянчев (Калата) е български актьор, роден в Бургас на 13 януари 1925 г.
След отбиване на военната си служба се записва в бившето театрално училище в София. Сред състудентите му в класа на професор Сърчаджиев били още Катя Зехирева, Коста Цонев и Катя Динева.

## Биография
През 1951 г. руският режисьор Борис Бабочкин (по онова време поставил три пиеси в Народния театър) забелязва младия актьор и как изиграва образа в „Буря“ на Островски с хумор и драматизъм. Веднага след завършването на института, Калоянчев е приет в трупата на Народния театър. През 1952 г. завършва актьорско майсторство в ДВТУ „Кръстьо Сарафов“ в класа на професор Стефан Сърчаджиев.
Работи в „Софийски областен театър“, „Пернишки работнически театър“, Народен театър за младежта, Военния театър, Народен театър „Иван Вазов“ (1952 – 1957), Сатиричен театър „Алеко Константинов“ (от 1956) и в Театър 199. Неговите отпечатъци на стъпалата могат да бъдат видени на Стената на славата пред Театър 199. В СИФ (1952 – 1962).
Дебютира в киното с филма Утро над родината (1951) – в ролята на циганчето Сали, е душата на компанията. Но след това за известен период от време не получава почти никакви роли. Точно в този период Калоянчев преминава от Народния в трупата на преди това създадения Сатиричен театър. Следва и поредица от незабравими образи в незабравими филми – щангистът в Специалист по всичко“ (1962), Кондов във „Вълчицата“, инспекторът в „Инспекторът и нощта“ (1963), Джеси Джеймс в Джеси Джеймс срещу Локум Шекеров (1966), фокусникът в „Най-дългата нощ“ (1969), Риксата в „Привързаният балон“ (1969), Джордано Бруно в италианската продукция „Галилео Галилей“ (1969), Парушев в „Кит“ (1970), Езоп в „Езоп“ (1971), Нако в „Нако, Дако, Цако“ (1974), „Неочаквана ваканция“ (1981), „Нощните бдения на поп Вечерко“ (1981), „Бон шанс, инспекторе!“ (1984), „За къде пътувате?“ (1986) „Големите игри“ (1999) и „Рапсодия в бяло“ (2002). Играе в над 50 филма.
През 1990 г. по сценарий режисьорът Иван Ничев заснема „Бай Ганьо тръгва из Европа“ с Георги Калоянчев в ролята на прочутия българин. Оказва се, че това е един от най-гледаните филми през първата половина на 90-те години на XX век.
През 2006 г. излиза своеобразното продължение „Ганьо Балкански се завърна от Европа“. Сценарият е писан специално за големия актьор, но десет години по-рано и дълго време не се намират пари за реализацията му. Всичко това налага нов актьор за ролята на бай Ганьо. Огромното си уважение към таланта на Калоянчев Иван Ничев доказва, като въвежда нов, несъществуващ герой в класическото произведение на Алеко Константинов – духът на Бай Ганьо. През 2006 г. след многото други призове и отличия Калоянчев получава и Наградата на Съюза на артистите за цялостно творчество.
Член на СБФД (1964), на САБ – в УС (1970 – 1973).
Най-голямата награда за него си остава званието Народен артист – в най-истинския му смисъл на актьор, всенароден любимец за период от близо половин век.
Автор е на автобиографичната книга „Жив съм, ваш съм!“ (1998; 2000 – II издание).
Умира на 18 декември 2012 г. в София, на 87-годишна възраст. Погребан е в Централните софийски гробища.

## Памет
На Георги Калоянчев е наречена улица в квартал „Драгалевци“ в София (Карта).

## Награди и отличия
- „III Димитровска награда“ за театрално изкуство (1959)
- Заслужил артист (1963)
- Народен артист (1966)
- Орден „Кирил и Методий“ I, II и III степен
- Награда „25 години народна власт“
- Награда „13 века България“
- Орден Народна република България I степен (1975)
- Герой на социалистическия труд
- „I награда за актьорско изпълнение“ за (Делчо Малчев) в постановката „Тайни“ на Първия национален преглед на българската драма и театър (София, 1959)
- „I награда за актьорско майсторство“ за ролята на (Телериг) в „Старчето и стрелата“ на IV национален преглед на българската драма и театър (1969)
- „Почетна грамота“ на Съветския черноморски флот за участието си във филма Откраднатият влак (1971)
- „Награда на София“ I степен за мъжка роля за героя му (Тинко Чушкаров) от тв спектакъл „Двубой“ (1972)
- „I награда за мъжка роля“ за ролята на (Чико) от пиесата „Кораб с розови платна“ на Национални прегледи на българската драма и театър (1974)
- „Наградата за мъжка роля“ на Съюза на артистите в България за ролята на (чиновникът) в пиесата „Сако от велур“ (1977)
- „I награда за актьорско майсторство“ за ролята на (чиновникът) в пиесата „Сако от велур“ на VI национален преглед на българската драма и театър (1977)
- „Наградата за мъжка роля“ на СБФД за (банковия касиер) във филма Откога те чакам (1985)
- Голямата награда „Златна роза“ за филма Характеристика на ФБИФ (Варна, 1986)
- „I награда за актьорско майсторство“ за ролята на (бай Ноно) в постановката „Одисей пътува за Итака“ на VIII Национален преглед на българската драма и театър, районен етап (София, 1989)
- Наградата „Аскеер“ за цялостно творчество 1995 г.
- „Награда за цялостно творчество“ на Съюза на артистите в България (2006).

## Театрални роли
- „Хан Татар“ – Баязид
- „Ветрилото на лейди Уиндърмиър“
- „Ричард“ – лорд Грей
- „Под игото“ – Дамян

### Сатиричен театър
- Другарят Велосипедкин, „Баня“ от Владимир Маяковски. Постановка Стефан Сърчаджиев – 1957 г.
- Децата, „Баба, дядо, мама, татко и ние“ от Енчо Багаров и Нейчо Попов. Постановка Енчо Багаров и Нейчо Попов. 1957 г.
- Марио, „Кралят отива на война“ от Борис Априлов и Венцеслав Георгиев. Постановка Стефан Сърчаджиев и Рангел Вълчанов. 1957 г.
- Делчо Малчев, „Тайни“ от Боян Дановски и Петър Славински. Постановка Боян Дановски. 1958 г. – I награда за актьорско изпълнения от Първия национален преглед на българската драма и театър – София юни 1959 г., III Димитровска награда за театрално изкуство
- Остап Бендер, „Дванайсетте стола“ по романа на Иля Илф и Евгений Петров. Постановка Гриша Островски. 1959 г.
- Спиридон Църквата, „Побеснялото агне“ от Аурел Баранга. Постановка Михай Райку, 1959 г. – III Димитровска награда за театрално изкуство
- „Криво седи – право съди!“ от Нейчо Попов и Енчо Багаров. Постановка Гриша Островски. 1959 г.
- Присипкин, „Дървеница“ от Владимир Маяковски. Постановка Боян Дановски. 1959 г.
- Ламбурт, „Главата на другите“ от Марсел Еме. Постановка Гриша Островски. 1960 г.
- Иванчо Йотата, „Чичовци“ от Иван Вазов. Драматизация и постановка Методи Андонов. 1960 г.
- Полицай, „Балът на манекените“ от Бруно Ясенски. Постановка Гриша Островски. 1961 г.
- Цабр, „Свинските опашчици“ от Ярослав Дитл. Постановка Методи Андонов 1962 г.
- Бояджията, „Третото желание“ от Вратислав Блажек. Постановка Методи Андонов. 1963 г.
- Тончо Папучков, „Червен смях“ по материали на Георги Кирков, Христо Смирненски, Гео Милев, Александър Жендов, Крум Кюлявков, Георги Караславов, Орлин Василев. Постановка Боян Дановски, Гриша Островски, Методи Андонов. 1964 г.
- Калю Янчев, „Мачово бърдо“ от Мирон Иванов. Постановка Методи Андонов. 1964 г.
- Сила Силич Копилов, „Смъртта на Тарелкин“ от А. В. Сухово-Кобилин. Постановка Методи Андонов. 1965 г.
- Бидерман, „Бидерман и подпалвачите“ от Макс Фриш. Постановка Гриша Островски. 1965 г.
- Иван Александрович Хлестаков, „Ревизор“ от Гогол. Постановка Методи Андонов. 1966 г.
- Големанов, „Големанов“ от Ст. Л. Костов. Постановка Нейчо Попов. 1966 г.
- Телериг, „Старчето и стрелата“ от Никола Русев. Постановка Методи Андонов. 1969 г. – I награда за актьорско майсторство на IV национален преглед на българската драма и театър
- Кочкарьов, „Женитба“ от Н. В. Гогол. Постановка Нейчо Попов. 1971 г.
- Тонко Папучков, „Фаталната депеша“ от Орлин Орлинов. Постановка Борис Спиров. 1971 г.
- Марин Дулев, „Хипотезите около подпалването на Ловчанския мост на 3 август 1925 г.“ от Георги Мишев. Постановка Гриша Островски. 1972 г.
- Швейк, „Швейк през Втората световна война“ от Бертолт Брехт. Постановка Лучиян Джуркеску. 1973 г.
- Чико, „Кораб с розови платна“ от Васил Априлов. Постановка Никола Петков. 1974 г.
- Новоселцев, „Служебен роман“ от Рязанов и Брагински. Постановка Йосиф Венков. 1974 г.
- Кшищоф Максимович, „Час пик“ от Йежи Стефан Ставински. Постановка Николай Люцканов. 1975 г.
- Чиновникът, „Сако от велур“ от Станислав Стратиев. Постановка Младен Киселов 1976 г. – Награда на САБ за сезон 1976/1977. I награда за актьорско майсторство на VI национален преглед на българската драма и театър
- Филка, „Интервенция“ от Лев Славин. Постановка Валентин Плучек. Режисьор Юлиан Козловски 1977 г.
- Живота Цвийович, „Д-р“ от Бранислав Нушич. Постановка Анастас Михайлов. 1978 г.
- Разумен, „Рейс“ от Станислав Стратиев. Постановка Младен Киселов. 1980 г.
- Поп Стайко, „От много ум… Вражалец“ от Ст. Л. Костов. Постановка Асен Шопов. 1980 г.
- Г-н Люлин, „Госпожице, да му отпуснем края (Кабаре „Парнас“)“ от Любомир Пеевски. Постановка Маргарита Младенова и Младен Киселов. 1981 г.
- Професорът, „Биволът“ от Иван Радоев. Постановка Младен Киселов. 1982 г.
- Йоната, „Кошници“ от Йордан Радичков. Постановка Младен Киселов. 1982 г.
- Алцест, „Мизантроп“ от Молиер. Постановка Бранко Плеша 1983 г.
- Ганьо Балкански, „Господин Балкански“ от Георги Данаилов. Постановка Иван Добчев. 1985 г.
- Максим Кузмич Варавин, „Дело“ от А. В. Сухово-Кобилин. Постановка Крикор Азарян. 1986 г.
- Бай Ноно, „Одисей пътува за Итака“ от Константин Илиев. Постановка Иван Добчев 1986 г. – I награда за актьорско майсторство на VIII Национален преглед на българската драма и театър, районен етап София май 1989 г.
- Сватанак, „Балкански синдром“ от Станислав Стратиев. Постановка Иван Добчев 1987 г.
- Ноздрьов, „Мъртви души“ от Николай Гогол. Постановка Здравко Митков. 1989 г.
- Илия Чворович, „Балкански шпионин“ от Душан Ковачевич. Постановка Николай Поляков 1990 г.
- Сава коминочистачът, „Клаустрофобична комедия“ от Душан Ковачевич. Постановка Борислав Чакринов 1991 г
- Големанов, „Големанов“ от Ст. Л. Костов. Постановка Борислав Чакринов. 1992 г.
- Водещ и Кантонерът, „Пет бременни пиеси“ от Дарио Фо и Франка Раме. Постановка Пламен Марков. 1993 г.
- Четвърти старец, „От другата страна“ от Станислав Стратиев. Постановка Пламен Марков 1993 г.
- Амеде Букчиниони, „Амеде“ от Йожен Йонеско. Постановка Елена Цикова 1995 г.
- Лило, „Зимните навици на зайците“ от Станислав Стратиев. Постановка Пламен Марков 1996 г.
- Ромул Август, „Ромул Велики“ от Фридрих Дюренмат. Постановка Здравко Митков 1996 г.
- Фесте, „Дванайсета нощ“ от Шекспир. Постановка Мариус Куркински 1997 г.
- Пенсионираният дух, „Преди последния спектакъл“ от Любомир Пеевски. Постановка Илия Добрев 1998 г.
- Анто, „Вчерашни целувки“ от Юрий Дачев. Постановка Бина Харалампиева. 2000 г.
- Мила Родино, „45 години не стигат (Българската мечта)“ от Иван Кулеков. Постановка Рашко Младенов. 2002 г.
- Кръстьо Чокоев (Сокол 1), „Космонавти“ от Илко Иларионов. Постановка Димитър Стоянов 2005 г.
- Реджиналд Паджет, „Квартет“ от Роналд Харвуд. Постановка Десислава Боева 2006 г.

## Телевизионен театър
- „Букет цветя“ (1960)
- „Чичовци“ (1963) (Иван Вазов)
- „Заповед за убийство“ (1968) (Робърт Шекли) – кметът на Нови Дилавър
- „Кучешка огърлица“ (1968)
- „Кучета“ (1968) (Николай Хайтов) – овчар
- „Журналистика в Тенеси“ (1969)
- „Паганини на тромпет“ (1969) (Никола Русев)
- „Вражалец“ (1970) (Ст. Л. Костов) (Първа реализация)
- „Козя пътека“ (1972) (Йордан Радичков), мюзикъл
- „Лют звяр“ (1973) (Никола Русев)
- Криворазбраната цивилизация по Добри Войников – мюзикъл (1974).
- „Телерезада“ (1974) (Пейо Яворов), мюзикъл
- „Ловчанският владика“ (1975) (Теодосий Икономов) – мюзикъл
- „В Чинцано всичко е спокойно“ (1976) (Любен Попов) – мюзикъл
- „Женитба“ (1977) (Николай Гогол) – Подкольосин
- „Предложението“ (1977) (Георгий Никитин)
- „Професия за ангели“ (1977) Драгомир Асенов
- „Мизантроп“ (Йожен Лабиш) (1978)
- „Берачът на малини“ (1978) (Фриц Ховендер)
- „Паметник“ (1979) (Леонид Андреев)
- „Милионерът“ (от Йордан Йовков, реж. Младен Младенов)
- „Безумният Журден“ (1980) (от Михаил Булгаков по мотиви на Молиер, реж. Магда Каменова) – г-н Журден
- „Донаборник“ (1981)
- „Женско царство“ (1981) (Ст. Л. Костов)
- „Хоро“ (1982) (Антон Страшимиров)
- „Вестникар ли?“ (1982) (от Иван Вазов, реж. Асен Траянов) – Павел Мишеморов
- „Старчето и стрелата“ (1982) (от Никола Русев, реж. Орфей Цоков) – Хан Телериг
- „Йосиф и Мария“ (1983) (Петер Турини) – Йосиф
- „Чуждото дете“ (1983) (В. Шиваркин)
- „Смъртта на търговския пътник“ (1984) (от Артър Милър, реж. Магда Каменова) – Уили Ломан
- „Чичовци“ (1984) (Иван Вазов), мюзикъл – хаджи Смион
- „Дежурната администраторка слуша“ (1985) (Борис Тъжнев)
- „Пълнолуние“ (1985) (Юлиус Удпис)
- „Прах в очите“ (1985) (от Йожен Лабиш, реж. Асен Траянов) – Ратинуа
- „Мезониера“ (1986) (Н.Л.Русев и Ал. Урумов)
- „Ноевият ковчег“ (1986) (Петър Маринков) – Илия
- „Пази се от ягуар“ (1988), мюзикъл
- „Закон за наследството“ (1989) (Лиляна Михайлова)
- „Спирката“ (Михаил Величков) – Алекси
- „Братът на Бай Ганя Балкански“ (мюзикъл, 1997) – дядо Йово Балкански

Хумористични миниатюри
- „В подножието на планината“ (1980) (Асен Антов) - виладжията
- „Зетят“ (1967) - зетят

## Филмография
| Година      | Филми и Сериали                                   | Серии  | Копродукции                   | Роля                                                             |
| ----------- | ------------------------------------------------- | ------ | ----------------------------- | ---------------------------------------------------------------- |
| 2011 – 2019 | Столичани в повече (тв сериал)                    | 170    |                               | Георги, професора (18-а серия)                                   |
| 2004        | Ганьо Балкански се завърна от Европа (тв сериал)  | 4      |                               | духът на Бай Ганьо (в 4 серии: от I до IV вкл.)                  |
| 2003        | Вчерашни целувки (тв)                             |        |                               |                                                                  |
| 2002        | Рапсодия в бяло (тв)                              |        |                               | старец в старческия дом                                          |
| 1999        | Големите игри (тв сериал)                         | 10     |                               | г-н Спиридонов                                                   |
| 1998        | След края на света (тв)                           |        | България/Германия/Гърция      | поп Исай                                                         |
| 1995        | Еуфорична трагедия – (Urnebesna tragedija)        |        | ФР Югославия/България/Франция | таксиметров шофьор                                               |
| 1993        | Фатална нежност                                   |        | България/Франция              | генерал                                                          |
| 1993        | Пантуди (тв)                                      |        |                               | Семов                                                            |
| 1991        | Бай Ганьо тръгва из Европа                        |        |                               | Бай Ганьо                                                        |
| 1991        | Бай Ганьо (тв сериал)                             | 4      |                               | Бай Ганьо Балкански (в 4 серии: I, II, III, IV)                  |
| 1990        | Балканска перестройка (Masmediologija na Balkanu) |        | Югославия                     | д-р Райзер                                                       |
| 1990        | Карнавалът                                        |        |                               | шефът на карнавала                                               |
| 1990        | Под игото (тв сериал)                             | 9      | България/Унгария              | хаджи Смион                                                      |
| 1990        | Бащи и синове (тв сериал)                         | 5      |                               | инженер Константин Ванчелов                                      |
| 1989        | Заплахата                                         |        |                               | стареца                                                          |
| 1989        | Брачни шеги                                       | 6 нов. |                               | доцент Стефан Стефанов                                           |
| 1988        | Изложение                                         |        |                               | бай Михо                                                         |
| 1988        | Неизчезващите (тв сериал)                         | 5      |                               | инженер Константин Ванчелов                                      |
| 1987        | Нощем по покривите (тв сериал)                    | 2      |                               | актьорът Георги Калоянчев                                        |
| 1987        | Само ти, сърце...                                 |        |                               | докторът                                                         |
| 1987        | Време за път (тв сериал)                          | 5      |                               | инженер Константин Ванчелов                                      |
| 1987        | Дом за нашите деца (тв сериал)                    | 5      |                               | инженер Константин Ванчелов                                      |
| 1986        | За къде пътувате                                  |        |                               | бай Деньо                                                        |
| 1986        | Земляци-веселяци                                  |        |                               |                                                                  |
| 1986        | Ешелоните                                         |        |                               | хлебарят                                                         |
| 1986        | Характеристика                                    |        |                               | бай Луко Деспотов                                                |
| 1985        | Нощем с белите коне (тв сериал)                   | 6      |                               |                                                                  |
| 1985        | Ян Бибиян                                         |        |                               | попът                                                            |
| 1984        | Откога те чакам                                   |        |                               | бившия банков касиер                                             |
| 1984        | В името на народа (тв сериал)                     | 8      |                               | народният представител Сотиров, бивш социалдемократ              |
| 1983        | Фалшификаторът от „Черния кос“ (тв сериал)        | 3      |                               | бай Симо Михайлов (в 3 серии: I, II, III)                        |
| 1983        | Бон шанс, инспекторе!                             |        |                               | кметът                                                           |
| 1982        | Сватба (тв)                                       |        |                               | Гюлев                                                            |
| 1982        | Бяла магия                                        |        |                               | Бог                                                              |
| 1981        | Неочаквана ваканция (тв сериал)                   | 4      |                               | старшината                                                       |
| 1980        | Нощните бдения на поп Вечерко (тв)                |        |                               | кметът Вълчо Вълев                                               |
| 1979        | Къщата                                            |        |                               |                                                                  |
| 1979        | Бягай... Обичам те                                |        |                               | Калата                                                           |
| 1979        | Роялът                                            |        |                               | „Зъбчето“                                                        |
| 1977        | Басейнът                                          |        |                               |                                                                  |
| 1976        | Момичето с хармоничката (тв)                      |        |                               | Джамбазина, богатия търговец                                     |
| 1976        | Лебед                                             |        |                               | Стоянов                                                          |
| 1976        | Ние, геолозите                                    |        |                               | попът                                                            |
| 1975        | Невероятно красивото куче Берончо (тв)            |        |                               | селянинът                                                        |
| 1975        | Гостът от Абърдийн (тв)                           |        |                               | Миньо Тенев                                                      |
| 1974        | Нако, Дако, Цако                                  | 3      |                               | Нако                                                             |
| 1974        | Вечни времена                                     |        |                               | Дачо                                                             |
| 1974        | На живот и смърт (тв сериал)                      | 3      |                               |                                                                  |
| 1974        | Зарево над Драва                                  | 2      |                               | Пею                                                              |
| 1973        | Последна проверка (тв сериал)                     | 12     |                               | Димов, председател на партийната организация                     |
| 1973        | Бягство в Ропотамо                                |        |                               | бай Манол                                                        |
| 1973        | Игрек 17                                          |        |                               | дядото                                                           |
| 1973        | Нощите на инспектора                              |        |                               | Маринов                                                          |
| 1971        | Демонът на империята (тв сериал)                  | 10     |                               | Ибрахим бей                                                      |
| 1971        | Гневно пътуване                                   |        |                               | академик Техов, бащата на Чавдар                                 |
| 1971        | Откраднатият влак                                 |        | България/СССР                 | полковник Тушев                                                  |
| 1970 – 1971 | Ало, д-р Минев! (тв сериал)                       | 5      |                               | д-р Минев                                                        |
| 1970        | Езоп (Ezop)                                       |        | България/Чехословакия         | Езоп                                                             |
| 1970        | Кит                                               |        |                               | Парушев, главния инженер на рибния комбинат                      |
| 1969 – 1971 | На всеки километър (тв сериал)                    | 26     |                               | Салията, немия турчин/полковник Костов                           |
| 1969        | Галилео Галилей (Galileo)                         |        | Италия/България               | Джордано Бруно                                                   |
| 1968        | Небето на Велека                                  |        |                               | Лазар                                                            |
| 1968        | Бялата стая                                       |        |                               | клоун в цирка                                                    |
| 1967        | Привързаният балон                                |        |                               | Риксата                                                          |
| 1967        | Най-дългата нощ                                   |        |                               | фокусникът                                                       |
| 1966        | Семейство Калинкови (тв сериал)                   | 12     |                               | селянинът Филип                                                  |
| 1966        | Джеси Джеймс срещу Локум Шекеров (тв)             |        |                               | Джеси Джеймс                                                     |
| 1965        | Грамофон и маслини за моите приятели (тв)         |        |                               | Спас Тумангелов – Гугутката, собственик на бакалията „Нов живот“ |
| 1965        | Вълчицата                                         |        |                               | Кондов, директорът на колонията                                  |
| 1964        | Русият и Гугутката (тв)                           |        |                               | Гугутката                                                        |
| 1964        | Невероятна история                                |        |                               | командирът на пожарната                                          |
| 1963        | Инспекторът и нощта                               |        |                               | инспекторът                                                      |
| 1962        | Златният зъб                                      |        |                               | милия                                                            |
| 1962        | Тютюн                                             |        |                               | партизанин                                                       |
| 1962        | Специалист по всичко                              |        |                               | Спиро Щерев, щангист                                             |
| 1962        | Двама под небето                                  |        |                               | турчето                                                          |
| 1960        | Първи урок                                        |        |                               | Васката                                                          |
| 1959        | Командирът на отряда                              |        |                               | Мите                                                             |
| 1958        | Малката                                           |        |                               | Мирчо, малкия син на Сокеров                                     |
| 1958        | Любимец №13                                       |        |                               | футболен съдия                                                   |
| 1957        | Години за любов                                   |        |                               | посетител в болницата                                            |
| 1957        | Урокът на историята (Урок истории)                |        | СССР/България                 | Ван дер Любе                                                     |
| 1956        | Ребро Адамово                                     |        |                               | миньорът с букетче цветя                                         |
| 1956        | Две победи                                        |        |                               | журналист                                                        |
| 1956        | Точка първа                                       |        |                               | запалянкото                                                      |
| 1956        | Димитровградци                                    |        |                               | Щерю Барабата, наивния ентусиаст                                 |
| 1954        | Снаха                                             |        |                               |                                                                  |
| 1952        | Наша земя                                         |        |                               | Петко Шилото, граничар                                           |
| 1952        | Под игото                                         |        |                               | селянин (не е посочен в надписите на филма)                      |
| 1951        | Утро над родината                                 |        |                               | циганинът Сали                                                   |